# مهناز افخمی
مهناز افخمی (زادهٔ ۲۴ دی ۱۳۱۹ در کرمان) یک فعال حقوق زنان و نویسنده ایرانی است که از سال ۱۳۵۵ تا ۱۳۵۷ در سمت «وزیر مشاور در امور زنان» فعالیت می‌کرده‌است. او دومین زن وزیر در ایران پس از فرخ‌رو پارسا و دبیرکل سازمان زنان ایران از سال ۱۳۴۹ تا ۱۳۵۷ به مدت ۸ سال بوده‌است. او همچنین بنیان‌گذار و رئیس سازمان آموزش و مشارکت زنان (WLP) و مدیر اجرایی بنیاد مطالعات ایران است. وی از سال ۱۳۵۷ در ایالات متحده زندگی می‌کند.
افخمی با تأسیس و ریاست چندین سازمان مردم‌نهاد بین‌المللی با هدف ارتقاء جایگاه زن، از دهه ۱۳۵۰ طرفدار حقوق زنان بوده‌است. او نویسنده کتاب‌ها و مقاله‌های متعددی در زمینهٔ حقوق زنان است و سخنرانی‌های بسیاری در مورد جنبش آزادی زنان، حقوق بشر زنان، زنان در رهبری، زنان و فناوری، وضعیت زنان در جوامع با اکثریت مسلمان و مشارکت زنان در ساختن جامعه مدنی و دموکراتیک‌سازی داشته‌است. از کتاب‌های او می‌توان به «به سوی یک جامعهٔ مداراگر»، «زنان در تبعید»، «ایمان و آزادی»، «زنان مسلمان و مشارکت در عرصه‌های سیاسی»، «حقوق زن در ایران» و «آموزش حقوق زنان در جهان اسلامی» اشاره کرد. کتاب‌های او به چندین زبان ترجمه و در سطح بین‌المللی توزیع شده‌است.

## زندگی‌نامه
مهناز افخمی با نام اصلی مهناز ابراهیمی در سال ۱۳۱۹ در کرمان زاده شد. او از طایفه شیخیه و نوه حسن خان مختارالملک پسر حاج موسی خان پسر ابراهیم خان ظهیرالدوله پسرعمو و داماد فتحعلی شاه قاجار بود که بازماندگانش به خان‌ها ابراهیمی مشهور شدند. محمدکریم خان کرمانی پسر ظهیرالدوله و عموی مختارالملک، بنیان‌گذار شیخی‌های کریم‌خانی کرمان بود که سالها بر کرمان حکومت کردند و صاحب قدرت و ثروت و نفوذ فراوانی بودند. به گفته هوشنگ شهابی مادر مهناز افخمی بهائی بود. مهناز بزرگترین فرزند خانواده سه فرزندی است. به گفته وی در برنامه پولتیک، مادرش (فردوس نفیسی) و مادربزرگش، از همسران خود جدا شدند و با پذیرفتن نقش سرپرستی خانواده، الگوی وی به عنوان زن مستقل و قوی بودند.
مهناز افخمی وقتی یازده سال داشت، مادرش از پدرش مجید خان ابراهیمی جدا شد و به آمریکا رفت. مهناز در دانشگاه سانفرانسیسکو و دانشگاه کولورادو در بولدر تحصیل کرد و در سال ۱۳۴۷ به ایران بازگشت. وی سپس به تدریس زبان انگلیسی در دانشگاه ملی ایران پرداخت پس از آن به عضویت سازمان زنان ایران درآمد و بعداً دبیرکل این سازمان شد. او در سه سال آخر دوره محمدرضا شاه به وزارت امور زنان منصوب شد اما با وقوع انقلاب ایران در سال ۱۳۵۷ از ایران رفت مهناز افخمی اکنون در مریلند به همراه همسرش غلامرضا افخمی زندگی می‌کند.
افخمی پس از خروج از ایران به همکاری با بنیاد مطالعات ایران پرداخت.
او در سال ۱۹۹۵ «سازمان بین‌المللی آموزش و همکاری زنان» را در آمریکا بنیان گذاشت. این سازمان غیردولتی پس از کنفرانس بین‌المللی زنان در پکن (۱۹۹۵) تأسیس شد و با ۲۰ کشور مختلف همکاری می‌کند (که ایران جزو این کشورها نیست).

## فعالیت‌ها

مهناز افخمی

### رهبری و مشارکت سیاسی
افخمی در سن ۱۷ سالگی، به یک اتحادیه کارگری پیوست و زمانی که کارفرما او را به‌طور موقت اخراج کرد و دوباره او را به کار گرفت تا از پرداخت هزینه مرخصی جلوگیری کند، نقض حقوق خود را به عنوان کارگر را با موفقیت به چالش کشید. او این واقعه را با اعتقاد خود به این باور که سازماندهی می‌تواند باعث ایجاد تغییرات اجتماعی شود، اعتبار می‌دهد.
در سال ۱۹۷۶ از افخمی خواسته شد به کابینه دولت ایران بپیوندد و وزیر امور زنان شود. این پست قبلاً در ایران وجود نداشت و تنها شخصی که چنین موقعیتی را در اختیار داشت فرانسوا ژیرو در فرانسه بود.
افخمی در سال ۲۰۰۱، برای تشویق زنان به رهبری در خانواده‌ها، جوامع و کشورها، کتاب راهنمای انتخاب: کتابچه آموزش رهبری برای زنان بایگانی‌شده  در ۱۰ اوت ۲۰۱۸ توسط Wayback Machine را منتشر کرد. این کتاب به ۲۰ زبان دنیا ترجمه شده‌است. او در سال ۲۰۱۰ کتاب راهنمای عمل: کتابچه مشارکت سیاسی برای زنان بایگانی‌شده  در ۱۰ اوت ۲۰۱۸ توسط Wayback Machine را منتشر کرد. این کتابچه‌ها برای آموزش در سراسر جهان مورد استفاده قرار گرفته و به چندین چاپ رسیده‌اند.
افخمی و خواهرش فرح ابراهیمی در سریال مقصد آمریکا در شبکه پی‌بی‌اس در سال ۲۰۰۵ حضور داشتند. خواهر افخمی در زمان تصدی وزارت او، یکی از رهبران جنبش دانشجویی خواستار سرنگونی محمدرضا پهلوی بود.

### برابری جنسیتی
افخمی در سال ۱۹۶۹، دو سال پس از بازگشت به ایران به عنوان استاد ادبیات و رئیس گروه زبان انگلیسی دانشگاه ملی ایران، به جنبش زنان ایران پیوست و انجمن زنان دانشگاه را بنیان نهاد. او در سال ۱۹۷۰، دبیرکل سازمان زنان ایران (WOI) شد. او ده سال در آنجا ماند و در این مدت برای حقوق زنان ایرانی کار کرد.
افخمی در زمانی که وزیر امور زنان بود، قوانین ایران در زمینه طلاق به زنان حقوق برابر داده بود. او حداقل سن ازدواج را افزایش داد از اشتغال زنان با مرخصی زایمان و مراقبت از کودکان حمایت کرد و قوانین خانواده سال ۱۹۶۷ را ساخت.
افخمی به عنوان عضوی در شورای عالی تنظیم خانواده و رفاه ایران و در هیئت امنای دانشگاه کرمان و دانشگاه فرح (دانشگاه الزهرای کنونی) فعالیت کرده‌است. از او او نقل شده که «توانمندسازی زنان یک روند و یک رویکرد جامع است که شامل افزایش آگاهی، مهارت‌سازی و اصلاح قوانین ناعادلانه‌ای است که تحصیلات و اشتغال زنان، مشارکت آن‌ها در تصمیم‌گیری‌ها و مهم‌تر از همه فرصت‌های استقلال اقتصادی آنان را محدود می‌کند.»

### تبعید و مشارکت در جنبش بین‌المللی زنان
هنگامی که انقلاب اسلامی ایران در سال ۱۳۵۷ آغاز شد، افخمی در سازمان ملل در نیویورک مشغول مذاکره برای ایجاد انستیتوی تحقیق و آموزش بین‌المللی برای پیشرفت زنان (INSTRAW) بود. اتهام غیرحضوری او «مفسد فی الارض و محاربه با خدا» بود. او هرگز به ایران بازنگشته و در تبعید زندگی می‌کند؛ اگرچه گفته‌است که اگر نظام ایران تغییر کند، دوست دارد برای کمک به بازسازی ایران بازگردد.
وی در قطعه «آینده‌ای در گذشته، جنبش زنان پیش از انقلاب» در گلچین ۱۹۸۴ خواهری جهانی است: گلچین جنبش بین‌المللی زنان، که توسط رابین مورگان ویرایش شد، همکاری کرد.
وی در سال ۱۹۹۴ ، زنان در تبعید، مجموعه‌ای از پرتره‌های زنان فعال در تبعید سیاسی را منتشر کرد.
افخمی سپس به جنبش بین‌المللی حقوق زنان پیوست و گفت: «شرایطی که زنان در آن اشتراک دارند بیش از آن‌هایی است که آنان را از یکدیگر متمایز می‌کند.» وی مشاور دیده‌بان حقوق بشر و معاون اول و مدیر اجرایی خواهری جهانی است؟ است او در آن زمان به سوی فمینیسم جهانی را نوشت.
افخمی در تعدادی از هیئت‌ها و کمیته‌های سازمان‌های بین‌المللی از جمله کمیته راهبری جنبش جهانی برای دموکراسی (۲۰۱۰–۲۰۱۰)، لیگ بین‌المللی حقوق بشر (۲۰۰۰–۲۰۰۶)، صندوق جهانی زنان (۱۹۹۸–۲۰۰۷)، جنسیت در محل کار (۲۰۰۳–۲۰۰۸)، انجمن بین فرهنگی زنان رهبر (۲۰۱۰)، شبکه جهانی اقدام زنان برای کودکان (۲۰۰۶–۲۰۰۹)، صندوق جهانی زنان (۱۹۹۸–۲۰۰۷)، موزه بین‌المللی زنان (۲۰۰۰–۲۰۱۴)، احقاق حقوق: طرح جهانی سازی اخلاقی (۲۰۰۲–۲۰۱۰) و شبکه حقوق بشر زنان (۲۰۰۰–۲۰۰۴) عضو بوده یا می‌باشد.
وی در حال حاضر در کمیته مشورتی بخش حقوق زنان دیده‌بان حقوق بشر، هیئت بنیاد مطالعات ایران و هیئت امنای گالری هنری فریر و نگارخانه آرتور سکلر فعالیت می‌کند.

### فرهنگ، اسلام و جهانی بودن حقوق
افخمی معتقد است که دین و فمینیسم با هم ناسازگار نیستند («زنان نباید مجبور شوند میان آزادی و خدا یکی را انتخاب کنند»). با این وجود، فرهنگ و دین می‌توانند از نظر حقوق بشر زنان مشکل‌ساز شوند: «ما باید این سؤال را مطرح کنیم که چرا نفی ابتدایی‌ترین حقوق برخورد مدنی با زنان همیشه بر اساس برخی از نکات اساسی فرهنگ است؟ آیا این فرهنگ واقعی است یا این یک طلسم است که برای حفظ برخی از امتیازات اقتصادی، اجتماعی یا صرفاً روان‌شناختی استفاده می‌شود؟»
وی موضعی در برابر نسبی‌گرایی فرهنگی و استثناگرایی اسلامی اتخاذ کرده و صریحاً اظهار داشت که حقوق بشر جهانی است و باید از چارچوب‌های مذهبی فراتر رود: «در مرکز درگیری معضل حقوق بشر زنان مسلمان است - آیا زنان مسلمان به دلیل انسان بودنشان حقوق دارند یا به دلیل زن مسلمان بودن از حقوق برخوردارند.»

### جنبش زنان ایران
افخمی با نگاهی به گذشته و تغییراتی که در ایران قبل از انقلاب رخ داد، گفت: «به نظر من اشتباه اصلی ما این نبود که کارهای دیگری را که باید می‌کردیم انجام ندادیم. اشتباه اصلی ما این بود که شرایطی را ایجاد کردیم که در آن تناقضات مربوط به مدرنی‌سازی، پیشرفت، برابری و حقوق بشر، به ویژه حقوق زنان افزایش یافت و واکنش به کار ما شاید فشار بیش از حد بر ساختار اجتماعی کشور وارد کرد.» وی با تبلیغ کتابی که توسط نوشین احمدی خراسانی، فعال ایرانی نوشته شده‌است، به‌طور علنی از کمپین یک میلیون امضای ایران برای پایان دادن به قوانین تبعیض‌آمیز علیه زنان حمایت کرده‌است. او معتقد است که جنبش نسبت به یک قرن اخیر وارد مرحله جدیدی شده‌است.
زندگی و فعالیت افخمی در جنبش زنان در ایران ، سنت‌شکنی و زندگی در تبعید از موضوعات زندگی‌نامه فارسی صدای آمریکا در سال ۲۰۱۲ بود.

## سازمان‌های بنیان‌گذاری‌شده
- ۲۰۰۶ شبکه جهانی اقدام زنان برای کودکان (با همراهی ماریان رایت ادلمن، ملان ورویر و مادلین آلبرایت)
- ۲۰۰۶ مجمع بین فرهنگی رهبران زن (با حضور مری رابینسون، لیزا اندرسون و ثریا عبید)
- ۲۰۰۱ جنسیت در محل کار (با همراهی کومی نیدو، آرونا رائو و جوانا کر)
- ۲۰۰۰ یادگیری مشارکتی زنان برای حقوق، توسعه و صلح
- ۱۹۸۹ خواهری یک مؤسسه جهانی است
- ۱۹۸۱ بنیاد مطالعات ایران
- نامعلوم برنامه توسعه جنوب تهران
- نامعلوم انجمن کودکان استثنایی ایران
- نامعلوم انجمن استادان انگلیسی در دانشگاه‌های ایران
- نامعلوم انجمن زنان دانشگاهی ایران

## دیدگاه‌ها
اعتراضات خیابانی در پی انتخابات ریاست جمهوری سال ۱۳۸۸ با حضور پر رنگ زنان همراه بود. مهناز افخمی معتقد است که آنچه توسط زنان در ایران اتفاق افتاد تداوم منطقی حرکتی است که نزدیک به یکصد سال پیش در کشور آغاز شده بود. او در مصاحبه‌ای که در آذر سال ۱۳۹۰ منتشر شد بر این نکته تأکید کرد: «جنبش سبز در ایران تداوم حرکتی است که نزدیک به یک قرن پیش آغاز شد و فرازها و فرودها و تغییر و تحول‌های تکاملی و انقلابی پرشماری را پشت سر گذاشت.» وی وضعیت کنونی در ایران را «مرحله‌ای دیگر از جنبشی در جریان» توصیف می‌کند.

## افتخارات
- جایزه یک عمر دستاورد، اتحادیه روابط عمومی آمریکایی‌های ایرانی‌تبار، نیویورک، ایالت نیویورک (۱۵ اکتبر ۲۰۱۵)
- جایزه پیاده‌روی شجاعت، خدمات مهاجران و پناهندگان لوتران، بالتیمور، مریلند (۲۸ اکتبر ۲۰۱۵)
- جایزه قهرمان تراست‌ومن ۲۰۱۵ (نامزد فهرست کوتاه)

### کتاب‌ها
- 2015 Beyond Equality: A Manual for Human Rights Defenders (co-authored), Women's Learning Partnership, Bethesda, Maryland
- 2012 Victories Over Violence: Ensuring Safety for Women and Girls (co-authored), Women's Learning Partnership, Bethesda, Maryland
- 2010 Leading to Action: A Political Participation Handbook for Women (co-authored), Women's Learning Partnership, Bethesda, Maryland
- 2002 Toward a Compassionate Society (editor), Women's Learning Partnership, Bethesda, Maryland
- 2001 Leading to Choices: A Leadership Training Handbook for Women (co-authored), Women's Learning Partnership, Bethesda, Maryland
- 1998 Safe and Secure: Eliminating Violence Against Women in Muslim Societies (co-authored), Sisterhood Is Global Institute, Bethesda, Maryland
- 1997 Muslim Women and The Politics of Participation (co-edited with Erika Friedl), Syracuse University Press, Syracuse, New York
- 1996 Claiming Our Rights: A Manual for Women's Human Rights Education in Muslim Societies (co-authored with Haleh Vaziri), Sisterhood Is Global Institute, Bethesda, Maryland
- 1995 Faith and Freedom: Women's Human Rights in the Muslim World, Syracuse University Press and I.B. Tauris
- 1994 Women and the Law in Iran (1967–1978) (compilation with introduction), Women's Center of the Foundation for Iranian Studies
- 1994 Women in Exile, University Press of Virginia
- 1994 In the Eye of the Storm: Women in Postrevolutionary Iran (edited with Erika Friedl), Syracuse University Press and I.B. Tauris
- 1992 Iran: A PreCollegiate Handbook (with Charlotte Albright), Foundation for Iranian Studies
- 1978 "Notes on the Curriculum and Materials for a Women's Studies Program for Iranian University Women"
 "Iran's National Plan of Action for Integration of Women in Development: Theory, Structure and Implementation"
 (manuscripts prepared for the Women's Organization of Iran Center for Research on Women, Tehran)

### فصل‌ها (منتخب)
- "Women's Human Rights in Iran: From Global Declarations to Local Implementation", in Women and Girls Rising: Progress and Resistance Around the World, edited by Ellen Chesler and Terry McGovern. Routledge Global Institutions, New York and UK, 2016.
- "Foreword: Sunlight , Open Windows, and Fresh Air: The Struggle for Women's Rights in Iran", in Shirin Nehsat: Facing History by Melissa Ho, Smithsonian Books, 2015.
- "Rights of Passage: Women Shaping the 21st Century," in The Future of Women's Rights: Global Visions & Strategies, edited by Joanna Kerr, Ellen Sprenger, and Alison Symington. Zed Books, New York: 2004.
- "Women, Information Technology, and Human Development," in Middle Eastern Women on the Move, Woodrow Wilson International Center for Scholars, Middle East Project, 2003.
- "Epilogue: Our Shared Human Values" in To Mend the World edited Marjorie Agosín and Betty Jean Craige. White Pine Press, New York, 2002
- "The Women's Organization of Iran: Evolutionary Politics and Revolutionary Change," in Women in Iran From the Rise of Islam to the Islamic Republic, edited by Lois Beck & Guity Nashat. University of Illinois Press: 2002.
- "Gender Apartheid, Cultural Relativism, and Women's Human Rights in Muslim Societies," in Women, Gender, and Human Rights: A Global Perspective, edited by Marjorie Agosín, Rutgers University Press, 2001.
- "Cultural Relativism and Women's Human Rights," in Women and International Human Rights Law, edited by Kelly D. Askin and Dorean M. Koenig. Transnational Publishers, Inc. , New York: 2000.
- "Gender Apartheid and the Discourse of Relativity of Rights in Muslim Societies," in Religious Fundamentalisms and the Human Rights of Women, edited by Courtney Howland. St. Martin's Press, New York: 1999.
- "A Vision of Gender in Culture" in Culture in Sustainable Development: Investing in Culture and Natural Endowments edited by Ismail Serageldin, Joan Martin-Brown. From a conference sponsored by the World Bank and the United Nations Educational, Scientific, and Cultural Organization (UNESCO). World Bank, 1999.
- "A Woman in Exile," in A Map of Hope, edited by Marjorie Agosin. Rutgers University Press: May 1999.
- "Towards Global Feminism: A Muslim Perspective," in Radically Speaking: Feminism Reclaimed, edited by Diane Bell and Renate Klein. Spinifex Press: 1996.
- "Identity and Culture: Women as Subjects and Agents of Cultural Change," in From Basic Needs to Basic Rights, The Institute for Women, Law, and Development: 1996.
- "Middle Eastern Women and Human Rights," in Women, Culture and Society: A Reader. Kendall/Hunt Publishing Company: 1994.

### مقالات (منتخب)
- "Women, Rights, and Security in Iran," (in German and English) in Der Tagesspiegel, American Academy in Berlin, September 2008.
- "Rights of Passage: Women Shaping the 21st Century," Occasional Paper No.7, Association for Women's Rights in Development, October 2002.
- "Human Security: A Conversation," in Social Research. The New School, New York: Vol. 69, No. 3, Fall 2002.
- "Our Shared Humane Values," In Touch', Women of Washington, Los Angeles & Orange County, April 2001, Vol.8. No.4.
- "At the Crossroads of Tradition & Modernity: Personal Reflection," SAIS Review, The Johns Hopkins University Press, Summer-Fall 2000, Vol. XX, No. 2.
- "Beijing and Muslim Women," in Muslim Politics Report, Council on Foreign Relations: November/December 1995.
- In Persian: "Evolutionary Politics and Revolutionary Change," Iran Nameh, (Summer 1997). "What is Modern in the Contemporary Poetry of Iran," Jahan Now, Tehran, l972. "Influence of the Haiku on Modern American Poetry," Jahan Now, Tehran, l971.